# Eupoieia-Orden

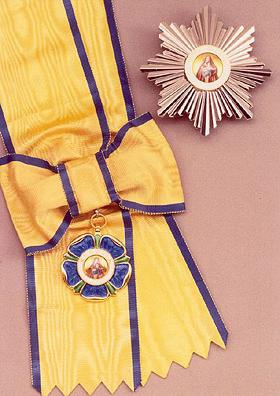
Großkreuz am Schulterband und Bruststern

Der Eupoieia-Orden (griechisch Τάγμα της Ευποιΐας Tágma tis Evpiías), auch Wohltätigkeitsorden genannt, wurde am 7. Mai 1948 von König Paul I. von Griechenland als Damen- und Wohltätigkeitsorden gestiftet. Er kann an In- und Ausländerinnen verliehen werden, die sich um das Land oder auf dem Gebiet der Wissenschaft und Kunst verdient gemacht haben. Nach dem Ende der Monarchie in Griechenland  wurde der Orden von 1973 bis 1975 nicht verliehen.

## Ordensklassen
Der Orden hat fünf Klassen:
- Großkreuz (griechisch Μεγαλόσταυρος Megalóstavros)
- Großkommandeurin (griechisch Ανώτερος Ταξιάρχης Anóteros Taxiárchis)
- Kommandeurin (griechisch Ταξιάρχης Taxiárchis)
- Goldenes Kreuz (griechisch Χρυσούς Σταυρός Chrisoús Stavrós)
- Silbernes Kreuz (griechisch Αργυρούς Σταυρός Argiroús Stavrós)

## Ordensdekoration
Das Ordenszeichen besteht aus einer goldenen fünfblättrigen Rose mit blau emaillierten Blättern. Im goldenen Medaillon, das von einem weiß emaillierten Reif mit der Inschrift griechisch ΕΥΠΟΙΙΑ Evpiía, deutsch ‚Wohltätigkeit‘ umgeben ist, sieht man die Mutter Maria mit dem Christuskind auf dem Arm.
Sämtliche Ordenszeichen sind nach dem Ableben der Inhaberin rückgabepflichtig.

## Trageweise
Getragen wird das Großkreuz an einem Schulterband von der linken Schulter zur rechten Hüfte mit einem silbernen Bruststern. Großkommandeure und Kommandeure tragen die Dekoration an einer Damenschleife, erstere zusätzlich mit Bruststern. Das Goldene und das Silberne Kreuz werden am Band auf der linken Brustseite getragen.
Das Ordensband ist gelb mit blauen Randstreifen.